# Mintraching
Mintraching è un comune tedesco di 4 717 abitanti, situato nel land della Baviera.